# Wiercisław
Wiercisław – staropolskie imię męskie. Składa się z członów: Wierci- ("wiercić") i -sław ("sława").
Wiercisław imieniny obchodzi 1 sierpnia i 23 września.